# Stewartstown (New Hampshire)
Pour les articles homonymes, voir Stewartstown.
Stewartstown est une municipalité américaine située dans le comté de Coös au New Hampshire. Selon le recensement de 2010, sa population est de 1 004 habitants.

## Géographie
La municipalité s'étend sur 46,79 milles carrés (121,19 km2), dont 0,58 milles carrés (1,5 km2) d'étendues d'eau.

## Histoire
La localité est fondée en 1770 et son territoire est accordé à James Cockburne, George Colebrooke, John Nelson et John Stuart. Elle devient une municipalité sous le nom de Stuart en 1795 puis de Stewartstown en 1799.